# JS 카빌리
죄네스 스포르티브 드 카빌리(프랑스어: Jeunesse Sportive de Kabylie,  카빌리아어: Ilmezyen n Adal Leqbayel ) 또는 JS 카빌리(JS Kabylie)는 알제리 티지우주의 축구 클럽 팀이다.
이 클럽은 1974년부터 1977년까지 JS 카우카비(JS Kawkabi), 1977년부터 1989년까지 JE 티지우주(JE Tizi-Ouzou)라는 이름으로 활동했다.

## 주요 경력
- CAF 챔피언스리그: 우승 2회 (1981, 1990)
- 아프리칸 컵위너스컵: 우승 1회 (1995)
- CAF컵: 우승 3회 (2000, 2001, 2002)
- 알제리 샹피오나 나시오날: 우승 14회 (1973, 1974, 1977, 1980, 1982, 1983, 1985, 1986, 1989, 1990, 1995, 2004, 2006, 2008)
- 알제리 컵: 우승 5회 (1977, 1986, 1992, 1994, 2011), 준우승 4회 (1979, 1991, 1999, 2004)
- 알제리 슈퍼컵: 우승 1회 (1992), 준우승 3회 (1994, 1995, 2006)
- CAF 슈퍼컵: 준우승 1회 (1995)

## 선수 명단

### 현역
참고: FIFA 자격 규정에 따라 소속된 국가대표팀 국기를 표시합니다. 선수는 복수의 FIFA 비회원국 국적을 가지고 있을 수 있습니다.
| 번호 | 포지션 | 국적 | 이름 |
| ---- | ------ | ---- | ---- |

| 번호 | 포지션 | 국적   | 이름        |
| ---- | ------ | ------ | ----------- |
| 25   | GK     | 세네갈 | 바바카 사르 |

## 역대 감독
| 감독          | 임기      |
| ------------- | --------- |
| 자말 메나드   | 1995~1996 |
| 알랭 가이거   | 2010      |
| 휴고 브로스   | 2014      |
| 위베르 벨뤼   | 2019~2020 |
| 앙리 스탕불리 | 2021      |